# 용감수경 권3~4
용감수경 권3~4(龍龕手鏡 卷三~四)은 서울특별시 성북구 고려대학교에 있는, 중국 요나라 성종 15년(997)에 행균스님이 편찬한 한자의 자전이다. 
1997년 1월 1일 대한민국의 국보 제291호 용감수경(龍龕手鏡)으로 지정되었다가, 2010년 8월 25일 현재의 명칭으로 변경되었다.

## 개요
이 책은 재래 중국의 자전과 달리 부수 별로 먼저 배열하고, 또 같은 각수 안에서는 운(韻)별로 배열하여 여러 가지를 병용하는 방법을 취하였고, 정자 이외의 속자까지도 전부 망라하여 해설을 붙인 것이다. 이 책을 언제 중간했는지는 알 수 없으며, 단지 나주에서 권득령의 책임 하에 간행되었음을 알 수 있다. 
이 책의 원형인 『용감수경』은 중국에서는 벌써 없어지고 남송 때에 와서 『용감수감』으로 이름이 바뀌어 나왔으므로, 요나라 때의 원판본은 일찍부터 전해지지 않는다. 금강산 유점사에서 발견된 『용감수경』권1과 최남선의 장서 가운데에서 발견된 권3 및 권4가 있었는데, 이 책의 원본은 고려시대에 다시 새긴 본으로 짐작된다. 결국 국보 제291호는 『용감수경』의 원형으로 세상에 유일하게 남아있는 본이라고 할 수 있어 1996년 11월 28일 보물 제130호에서 등급이 조정되었다.
본자가 26,430여 자이며, 주가 163,170자에 달하여 자전으로서 매우 귀중한 자료일 뿐만 아니라 요나라의 음운 연구에는 유일하므로 자료로서의 가치가 대단히 높게 평가된다. 

## 같이 보기
- 용감수경

## 참고 자료
- 용감수경 권3~4 - 국가유산청 국가유산포털